# Chiesa di Sant'Angelo in Spatha
La chiesa di Sant'Angelo in Spatha è una chiesa di Viterbo, in piazza del Plebiscito.

## Storia
Essa deve il suo nome alla famiglia Spatha che la ebbe in proprietà a partire dall'XI secolo. A quest'epoca risale la prima documentazione che attesta l'esistenza della chiesa: un documento del 1078 riferisce della sua fondazione, ed un altro del 1092 attesta la sua erezione a collegiata. Una lapide interna alla chiesa riporta la data della sua consacrazione ad opera di papa Eugenio III l'8 maggio del 1145.
Nei secoli successivi la chiesa subì diversi restauri e rifacimenti: in particolare, a causa del crollo del campanile, nel 1560 fu rifatta la facciata, eliminando l'originario portico antistante. Nel XVIII secolo si operò un totale rifacimento dell'edificio, che portò di fatto alla sostituzione della vecchia struttura con una nuova: scomparvero in questo modo le tre navate, le tre absidi e il tetto a capriate; fu aggiunto in questo periodo il nuovo campanile.
L'abside settecentesca venne ricostruita dopo le distruzioni dovute ai bombardamenti del 1944. Recenti restauri si sono conclusi nel 2006.

## Descrizione

### Esterno

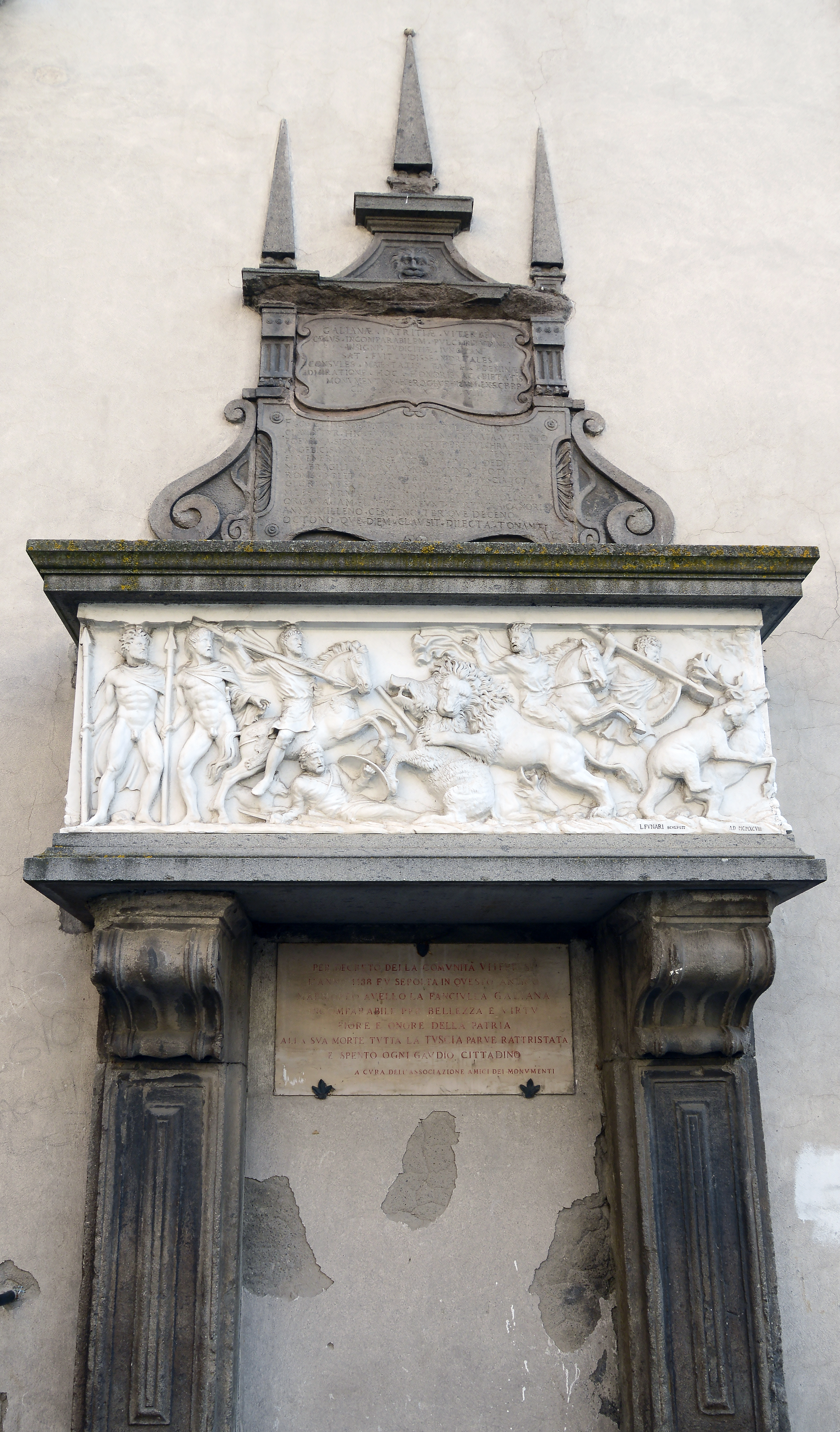
Sarcofago Bella Galiana

La facciata si presenta a forma di capanna, con portale sormontato da una lunetta, e tre finestre disposte a triangolo; perpendicolarmente alle tre finestre vi sono tre stemmi: quello di papa Pio IV, e i due laterali di Piccolomini Baldini e del comune di Viterbo. Nella finestra centrale vi è una vetrata che raffigura san Michele Arcangelo, titolare della chiesa.
A destra del portale d'ingresso vi è una copia di un sarcofago di epoca romana, riutilizzato come sepolcro della “bella Galiana”, figura leggendaria viterbese la cui storia è narrata da due lapidi, risalenti al XVI secolo e poste sopra il sarcofago stesso.
Il fianco destro della chiesa conserva resti dell'antica chiesa medievale.

### Interno

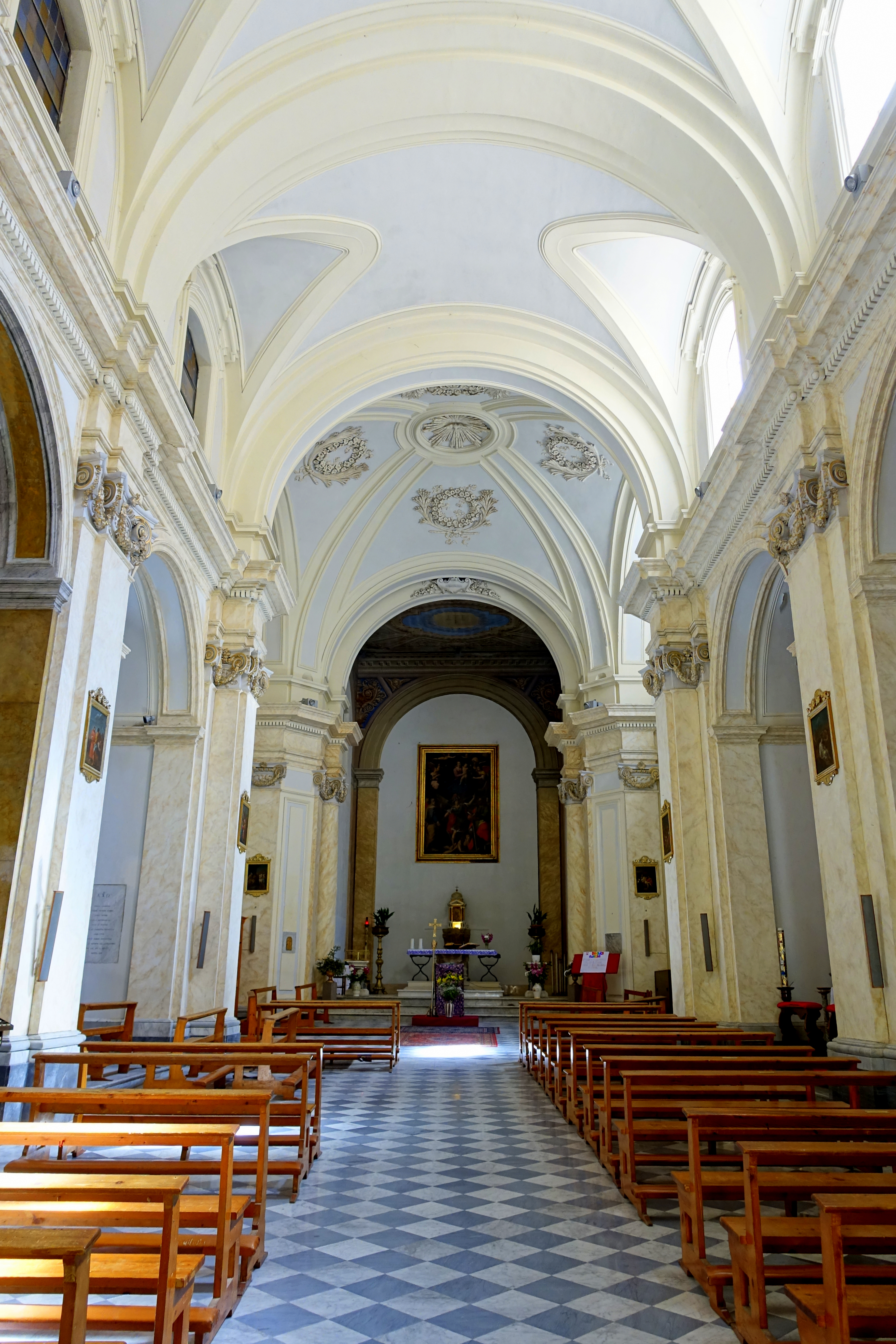
L'interno della chiesa

La chiesa è ad un'unica navata con volta a botte ed illuminata da cinque finestre; presenta un transetto ed un presbiterio a pianta quadrata con abside; sulla navata si aprono tre cappelle per lato.
Di epoca romana è la tazza marmorea, a sinistra appena entrati, utilizzata oggi come fonte battesimale. Un grande capitello romanico funge da basamento all'altare maggiore, su cui si trova una grande tela di Filippo Caparozzi raffigurante la Madonna in trono col Bambino, angeli che la incoronano e santi.
La chiesa inoltre conserva opere di pittori viterbesi del XVII-XVIII secolo, una tavola del XIV secolo raffigurante una Madonna col Bambino attribuita a Andrea di Giovanni, ed un Crocifisso ligneo anch'esso del Trecento.